# لومیو، کبک
لومیو (به فرانسوی: Lemieux) شهری در منطقه شهری بکانکور ناحیه سانتر-دو-کبک در استان کبک کانادا است. در سرشماری سال ۲۰۱۱ این شهر ۳۴۱ نفر جمعیت داشته‌است و مساحت آن ۷۴٫۷۹ کیلومتر مربع است.